# 9e armée (Frankreich)
Die 9e armée (deutsch 9. Armee) war ein Großverband des französischen Heeres, der sowohl im Ersten als auch im Zweiten Weltkrieg zum Einsatz kam.

## Erster Weltkrieg

### 1. Formation
Die 9e armée (1. Formation) ging am 5. September 1914 aus dem eine Woche zuvor während des Rückzuges im Raum Guignicourt bei Laon gebildeten Détachement d’armée Foch unter dem damaligen General Ferdinand Foch hervor. Sie bestand anfangs aus dem IX. (General Dubois, drei Divisionen) und XI. Armeekorps (General Eydoux, zwei Divisionen) – beide zuvor der 4. Armee unterstehend – zwei weiteren Infanteriedivisionen und einer Kavalleriedivision. Sie bildete nach dem Rückzug hinter die Marne die Front zwischen der 4. Armee im Osten und der 5. Armee im Westen. Ab dem 9./10. September unterstanden ihr auch zeitweilig das X. Armeekorps (General Defforges) und das kurzzeitig bestehende Kavalleriekorps de l’Espée. In der Ersten Marneschlacht (5.–12. September) kämpfte sie bei den Saint-Gond-Sümpfen und weiter östlich bei Fère-Champenoise gegen die deutsche 2. und Teile der 3. Armee, die sie nach der Einleitung des deutschen Rückzuges bis hinter den Aisne-Marne-Kanal östlich von Reims verfolgte. Das Hauptquartier befand sich ab dem 12. September in Châlons-en-Champagne.
Ab dem 13. September stand die Armee in Kämpfen während der Ersten Schlacht an der Aisne zwischen Souain-Perthes-lès-Hurlus und Prunay. Ende September fanden schwere Kämpfe um Reims statt, das von deutscher Artillerie beschossen wurde. Im Zuge des Wettlaufs zum Meer wurde General Foch Anfang Oktober 1914 zum Stellvertreter des Oberbefehlshabers Joffre für die nördliche Front ernannt. Seine Armee wurde daher auf Befehl vom 5. Oktober zwei Tage später aufgelöst, ihre bisherige Front wurde von der 4. und 5. Armee übernommen.

### 2. Formation
Zur Aufstellung der 9e armée (2. Formation) kam es am Anfang Juli 1918 durch Umbenennung des am 19. April dieses Jahres gebildeten Détachement d’armée du Nord (D.A.N.) unter General Antoine de Mitry. Das D.A.N. war während der Vierten Flandernschlacht zur Unterstützung der bedrängten Briten gebildet worden und hatte sein Hauptquartier in Esquelbecq. Es umfasste anfangs das XXXVI. Armeekorps (General Nollet, zwei Divisionen), eine weitere Infanteriedivision und das II. Kavalleriekorps (General Robillot). Es wurde unter anderem in der Schlacht um den Kemmelberg Ende April 1918 eingesetzt. Die hier zur Stabilisierung der Front eingesetzten französischen Kräfte des D.A.N. umfassten im Mai bis zu drei Armeekorps und ein halbes Dutzend weiterer Divisionen. Diese Kräfte wurden im Juni nach und nach an andere Frontabschnitte abgezogen und durch britische Truppen abgelöst, und Ende des Monats verblieb nur noch ein einziges französisches Armeekorps in der Region.
Das Hauptquartier des D.A.N. wurde Ende Juni nach Süden verlegt und hier am 6. Juli zur 9e armée mit Hauptquartier in Fère-Champenoise umbenannt. Am 17. Juli, nach Beginn der Zweiten Marneschlacht, wurde das Armeeoberkommando in die Front zwischen der 4. und 5. Armee an der Marne im Raum Festigny bis Château-Thierry eingeschoben. Es übernahm hier den Befehl über zwei Armeekorps (III. und XXXVIII.) sowie eine weitere Division. Im Rahmen der am 18. Juli begonnenen alliierten Gegenoffensive an der Marne ging auch die 9e armée zum Angriff über und bestand unter anderem Kämpfe bei Dormans. Am 25. Juli wurde das Hauptquartier bereits wieder aus der Front gelöst und nach Méru nördlich von Paris verlegt. Hier wurde es am 20. August aufgelöst, der Befehl dazu war schon am 7. August ergangen.

## Zweiter Weltkrieg

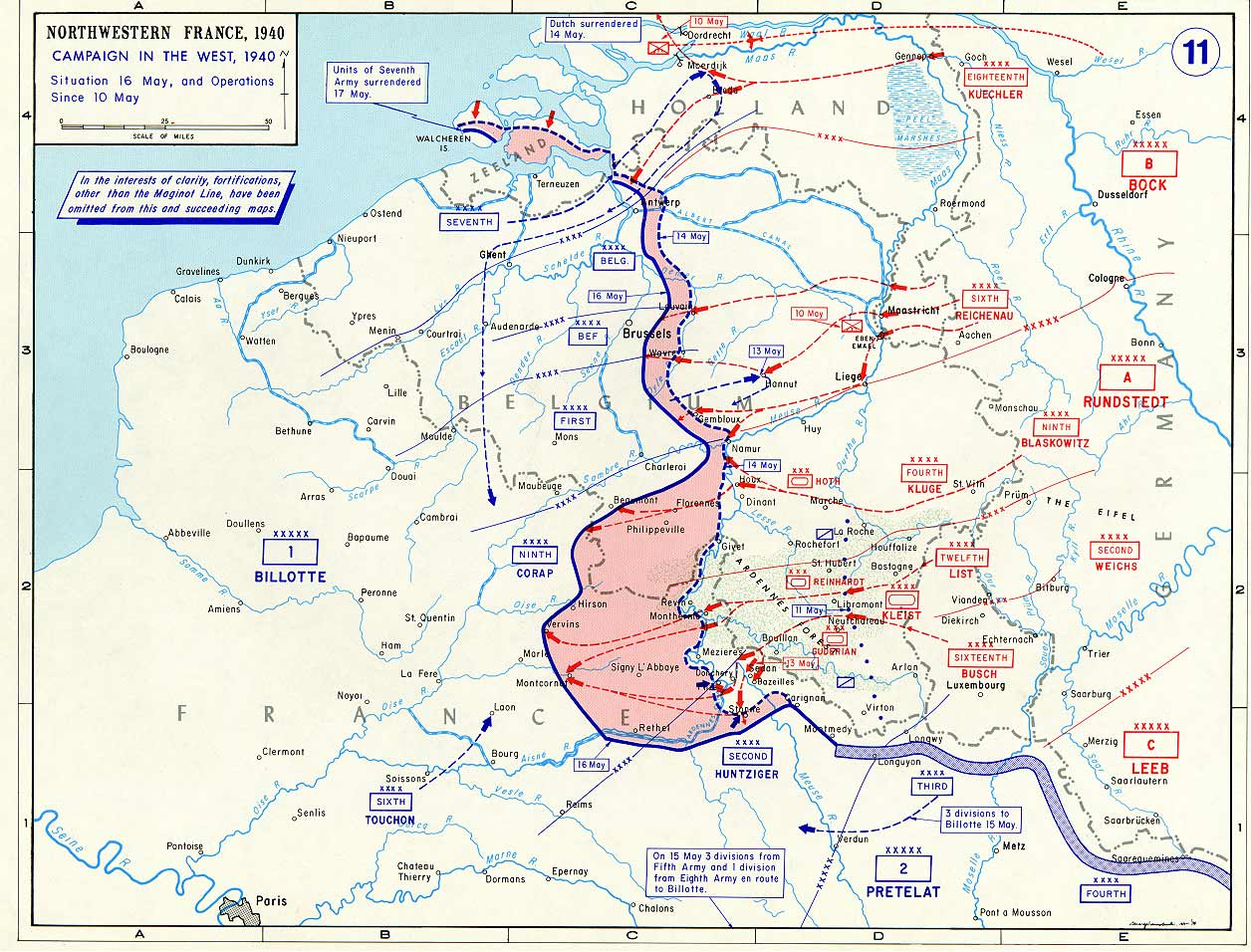
Deutscher Durchbruch durch die Ardennen, 10. bis 16. Mai 1940

Im Zweiten Weltkrieg wurde die 9e armée am 15. Oktober 1939, während des Sitzkrieges, aus dem Détachement d'armée des Ardennes unter dem Befehl von General André Georges Corap gebildet und war der französischen 1. Heeresgruppe unter Gaston Billotte unterstellt. Sie hielt die Front zwischen Trélon (Anschluss an die 1. Armee) und Pont-à-Bar (2. Armee). Zu Beginn des Jahres 1940 unterstanden ihr ein Festungskorps und zwei Armeekorps (XI. und II.). Hinzu kamen mehrere Divisionen in Reserve sowie eine Panzerbrigade. Die französische Heeresführung rechnete nicht mit einem ernsthaften deutschen Vorstoß durch die Ardennen und vernachlässigte die Verteidigung in diesem Bereich.
Als die deutschen Armeen der Heeresgruppe A am 10. Mai gemäß dem Sichelschnittplan durch die Ardennen vormarschierten, stießen ihre mechanisierten und gepanzerten Speerspitzen zunächst auf keinen größeren Widerstand. Obwohl häufig die weiter südlich im Bereich der 2. französischen Armee stattgefundene Schlacht von Sedan als entscheidender Durchbruch dieser Kampagne bezeichnet wird, war es nicht minder auch die 9. Armee, die in mehreren Schlachten schwer geschlagen wurde, unter anderem bei Monthermé durch das XXXXI. Armeekorps (mot.) unter Georg-Hans Reinhardt und bei Dinant durch das XV. Armeekorps (mot.) unter Hermann Hoth. General Henri Giraud, der die Armee am 16. Mai von General Corap übernommen hatte, wurde bereits drei Tage später auf dem Rückzug bei Wassigny gefangen genommen. Bis zum 21. Mai wurde die 9e armée völlig zerschlagen. Verstreute Einheiten gerieten in den durch den deutschen Vorstoß zum Ärmelkanal gebildeten Kessel um die alliierte nördliche Heeresgruppe, andere schlugen sich nach Süden zur Weygand-Linie durch.